# Photographie animalière
 (avril 2018).
- Si vous ne connaissez pas le sujet, laissez ce bandeau (vous pouvez alors contacter les auteurs).
- Si vous supprimez le contenu mis en cause (vous pouvez préalablement contacter les auteurs),

argumentez précisément cette suppression dans la page de discussion
(un manque de référence n'est pas un argument ; une recherche réelle de référence doit avoir été effectuée, être formellement documentée).

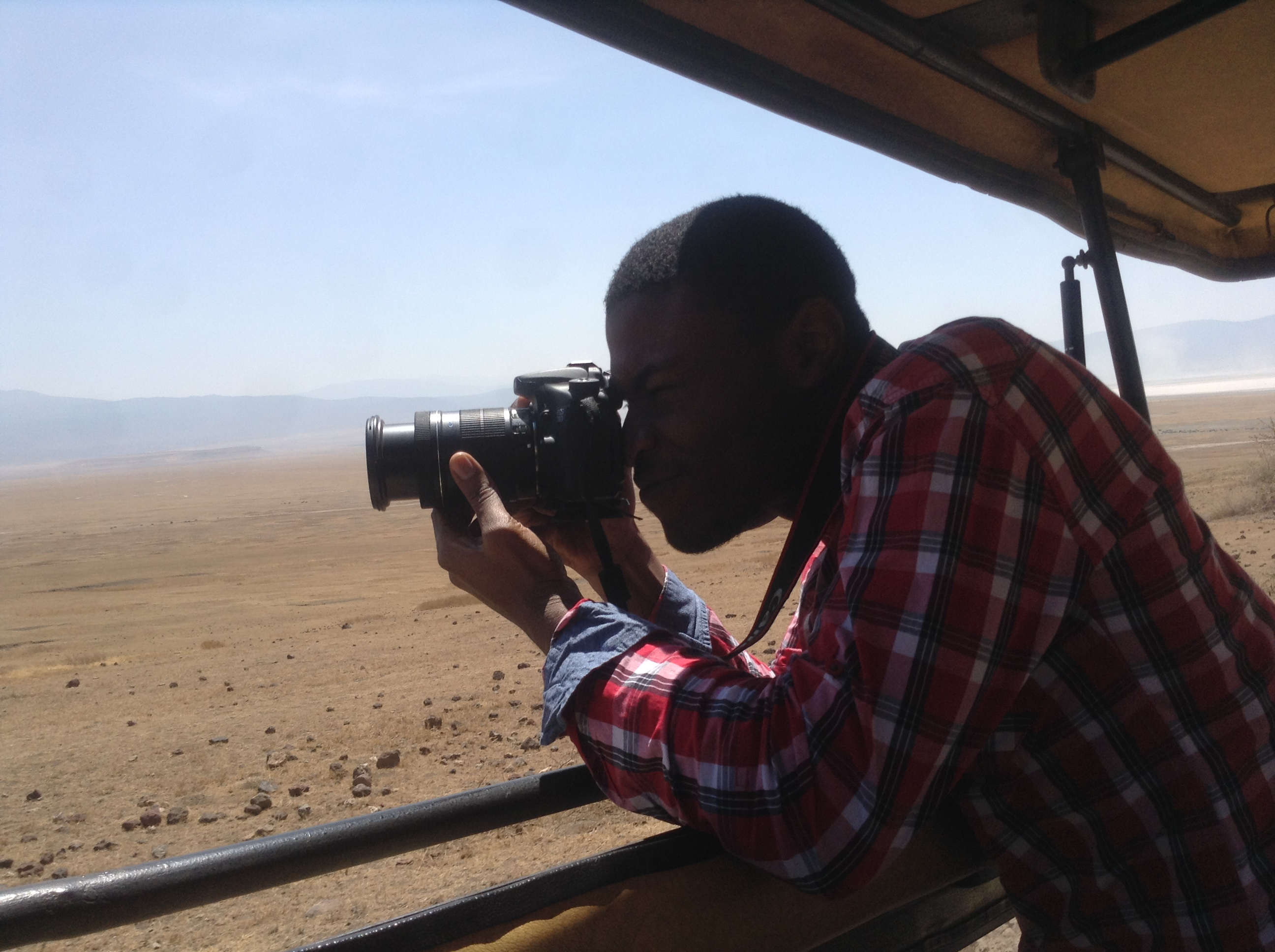
Photographe animalier

La photographie animalière consiste à prendre un cliché d'un animal, ou de plusieurs, en liberté.
La déontologie de la photographie animalière exige que l'animal soit dans son milieu naturel ; qu'il n'y ait aucune perturbation de la vie animale ; que l'image traduise une scène naturelle, sans artifice.
Un photographe animalier possède du matériel parfois coûteux et très varié car les approches sont diverses : la plupart des photographes possèdent des « reflex », capables de prises de vue rapides et donnant une bonne qualité d'image.
En théorie, un bon photographe animalier est avant tout un bon naturaliste, c'est-à-dire qu'il connaît parfaitement son sujet et mesure ses actes ; la réalité contredit parfois cet idéal.

## Techniques de prise de vue
On associe plusieurs techniques de prise de vue et d'approche pour observer son sujet et le photographier dans les « règles de l'art » :
- l'affût fixe ;
- l'affût flottant ;
- la billebaude ;
- le piégeage photographique…

Chaque technique nécessite l'utilisation d'artifices pour duper en quelque sorte son sujet. Les techniques d'affût emploient un camouflage intégral destiné à masquer complètement la forme humaine, généralement sous une tente habilement « fondue » dans l'environnement, qui peut être soit installée sur une structure flottante (cas des affûts flottants, permettant d'approcher au plus près les animaux aquatiques dans leur milieu), soit à même le sol ou sur un support selon cas (cas des affûts placés en hauteur par exemple).
La billebaude nécessite, elle, l'utilisation de techniques de camouflage empruntées au snipers. Le photographe emploiera tel ou tel type de vêtement ou d'artifices (camo 3D par exemple, reproduisant le relief des végétaux environnants) selon le sujet approché. En effet, chaque famille d'animaux possède des caractéristiques spécifiques au niveau des sens (vue, odorat, ouïe…) et un renard ne possède pas les mêmes possibilités en termes de vision qu'un chevreuil ou un sanglier.

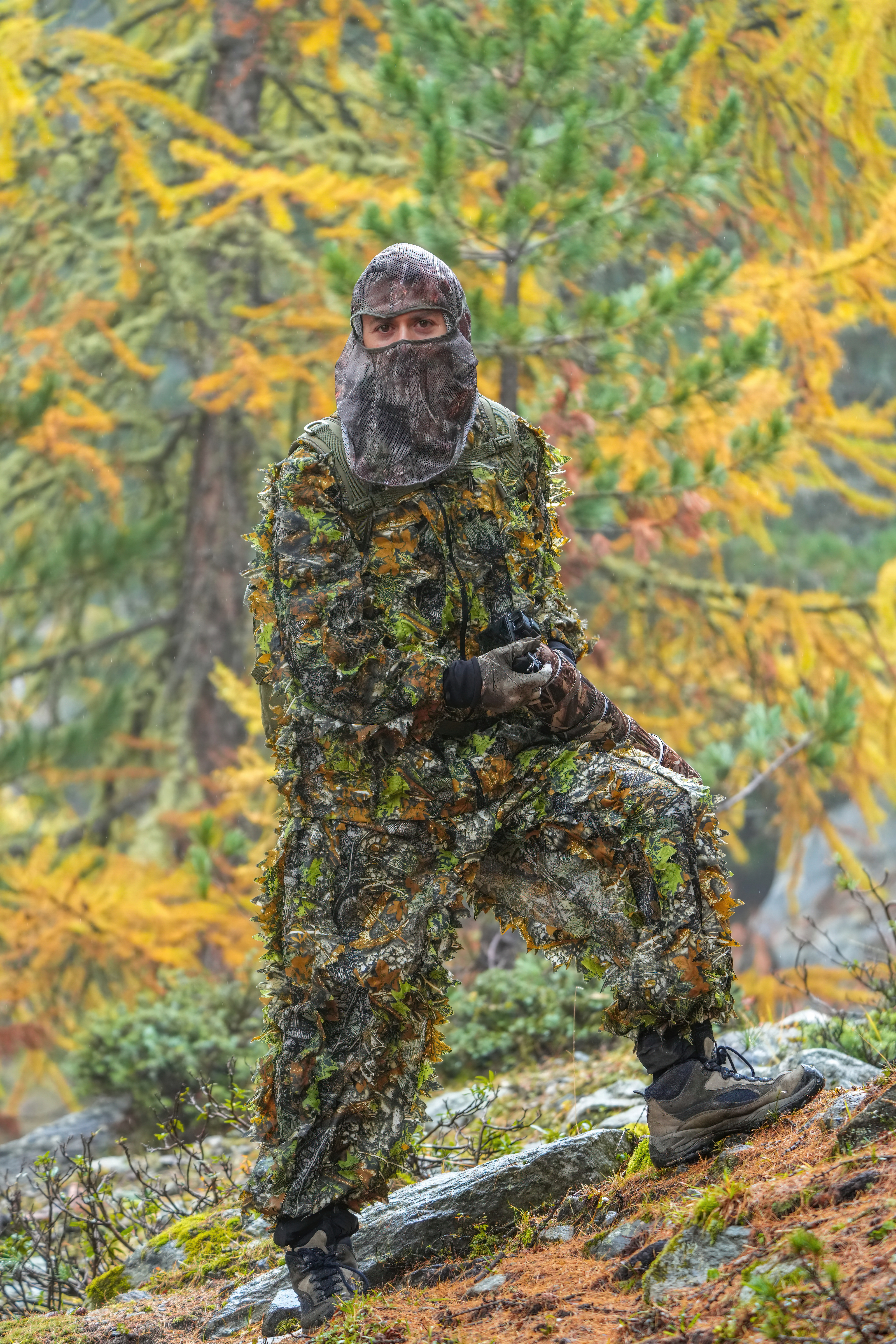
Photographe en tenue de camouflage : habits et appareil photo cryptiques visent à ne pas se faire repérer par les animaux.

Dans tous les cas, la discrétion est de mise, tant au niveau visuel que sonore et olfactif (cas des animaux possédant un odorat performant).
Au niveau photographique, il est d'usage d'utiliser des focales relativement élevées (généralement du 300 au 800 mm en équivalent 24x36) sur des objectifs lumineux, les conditions de prise de vue étant le plus souvent difficiles. Les dernières générations de boîtiers numériques, couplées aux optiques munies de stabilisateurs optiques, permettent des prises de vue qu'il était techniquement impossible de réaliser voici quelques années.
Enfin, le piégeage photographique (en déclenchement à distance, ou automatique via système infrarouge, laser ou par contacteur), permet de s'affranchir des distances avec son sujet et d'opérer à distance, aussi bien avec des objectifs grand angles qu'avec des systèmes de flashes à déclenchement automatique. Il nécessite néanmoins une grande préparation et une maîtrise des éléments techniques impérative, mais permet d'obtenir des résultats spectaculaires (par exemple, insectes ou chauves-souris figés en vol…)

## La photographie animalière dans les médias
La photographie animalière est présente dans les médias, avec notamment des parutions dans des magazines papiers tels que Terre Sauvage ou encore National Geographic. De nombreux ouvrages paraissent, présentant le travail des photographes le plus souvent accompagné de commentaires concis sur le sujet (ours, oiseaux, félins d'Afrique…).

## Photographes, expositions et festivals
Parmi les photographes animaliers, on trouve : Yann Arthus-Bertrand, Laurent Baheux, Jim Brandenburg, Nick Brandt, Noël Brion, Fabrice Cahez, Michel Denis-Huot, Jean Dragesco, Olivier Grunewald, Bence Máté, Vincent Munier, Paul Nicklen, Marie-Claude Orosquette, Hans Silvester, Stefano Unterthiner, Art Wolfe, Christian Zuber , etc.
Parmi les festivals on compte en Europe :
- Le Festival international de la photo animalière et de nature de Montier-en-Der
- Le Festival de l'oiseau et de la nature en baie de Somme
- Festimages Nature en Mayenne
- Festival de la Photographie Nature et Animalière de Vourles
- Le festival Nature de Namur
- European Wildlife Photographer of the Year
- Wild Wonders of Europe, un projet photographique à travers toute l'Europe impliquant plus de 65 photographes européens

## Sources
- Brève histoire de la photographie scientifique, Muséum d'histoire naturelle du Havre,
- 4 pionniers de la photographie animalière sur Balises, webmagazine de la Bibliothèque publique d'information.